# اس-بان راین-رور
اس-بان راین-رور  (آلمانی: S-Bahn Rhein-Ruhr) سیستم قطار حومه در منطقه راین-رور، آلمان است.
این راه‌آهن که در سال ۱۹۶۷ تأسیس شده دارای ۱۳ خط، ۱۲۴ ایستگاه و ۶۷۶ کیلومتر طول است. راین-رور اس-بان به شهرهایی همچون دورتموند، دویسبورگ و اسن در منطقه رور و همچنین شهرهای ووپرتال، زولینگن و بخش‌هایی از منطقه راینلاند مثل کلن و دویسبورگ متصل است.

## نگارخانه

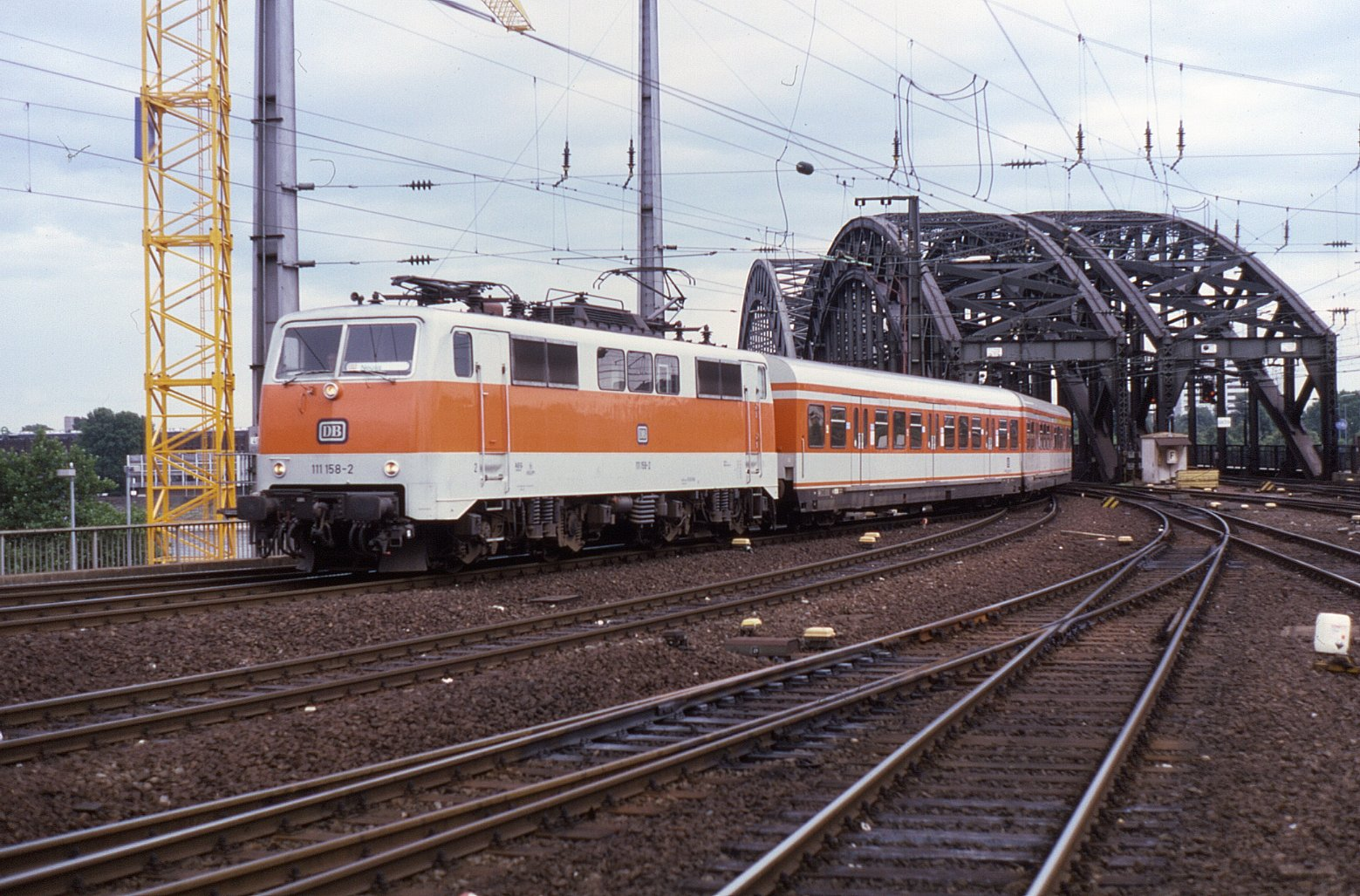
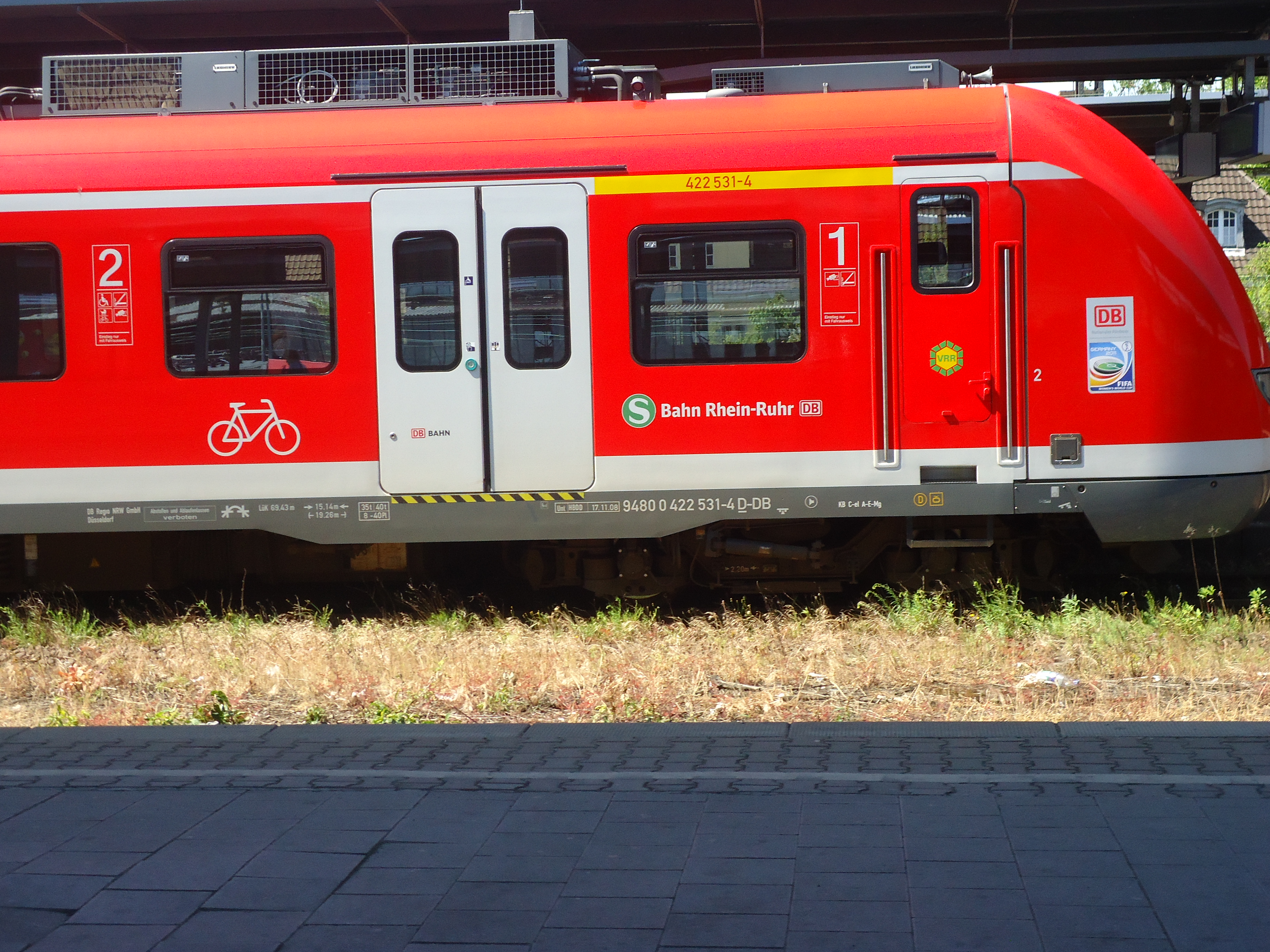
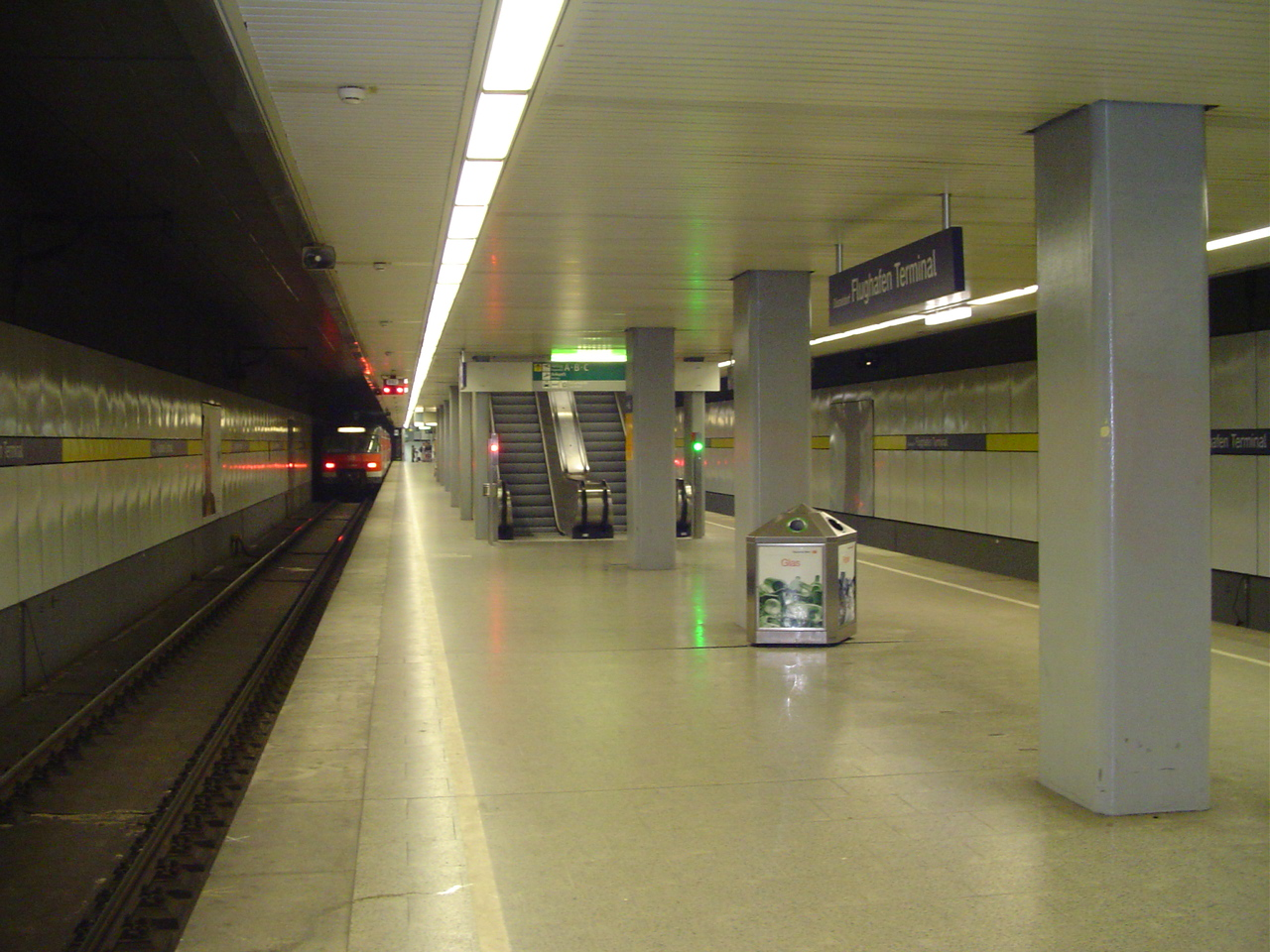
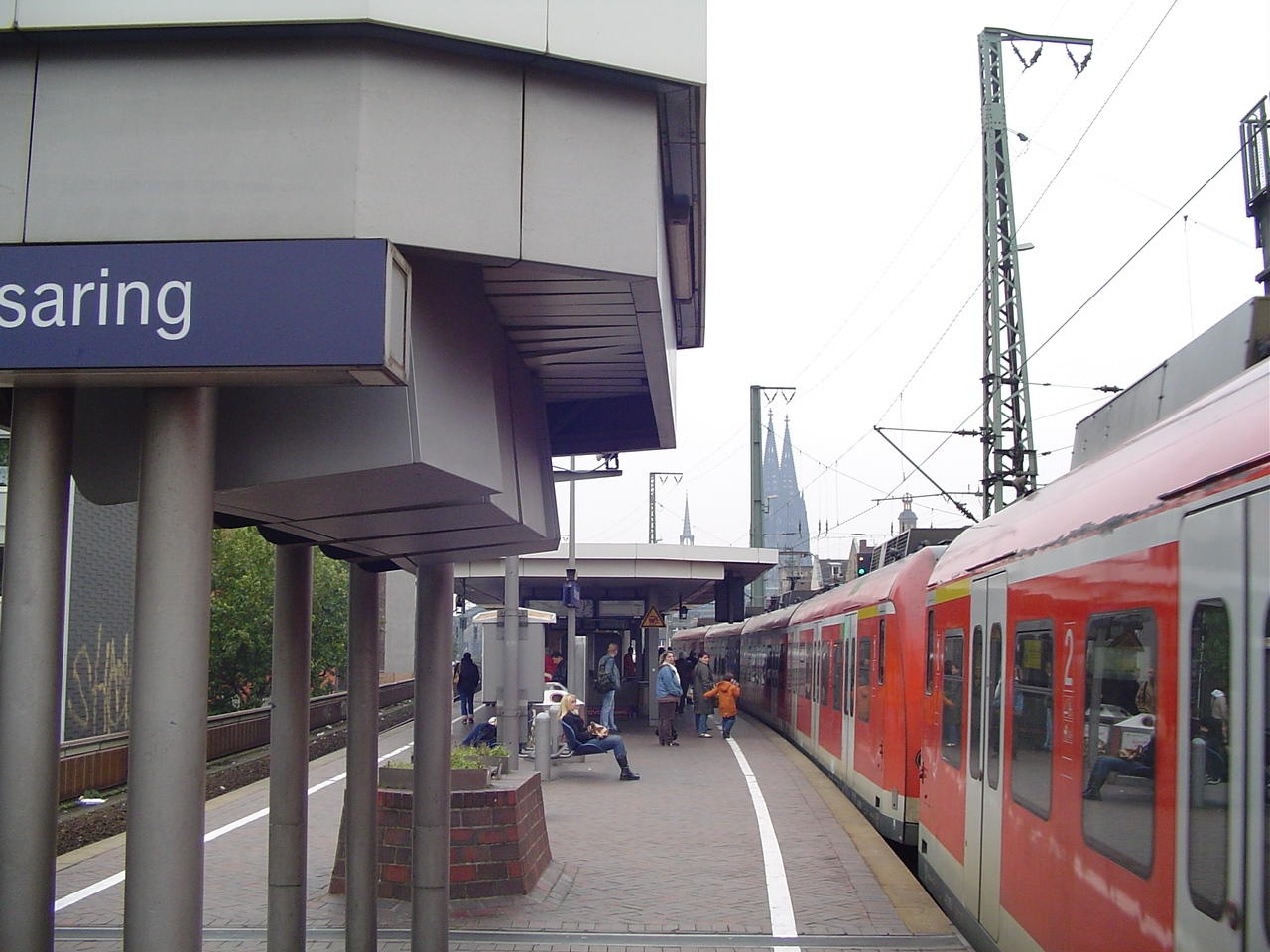
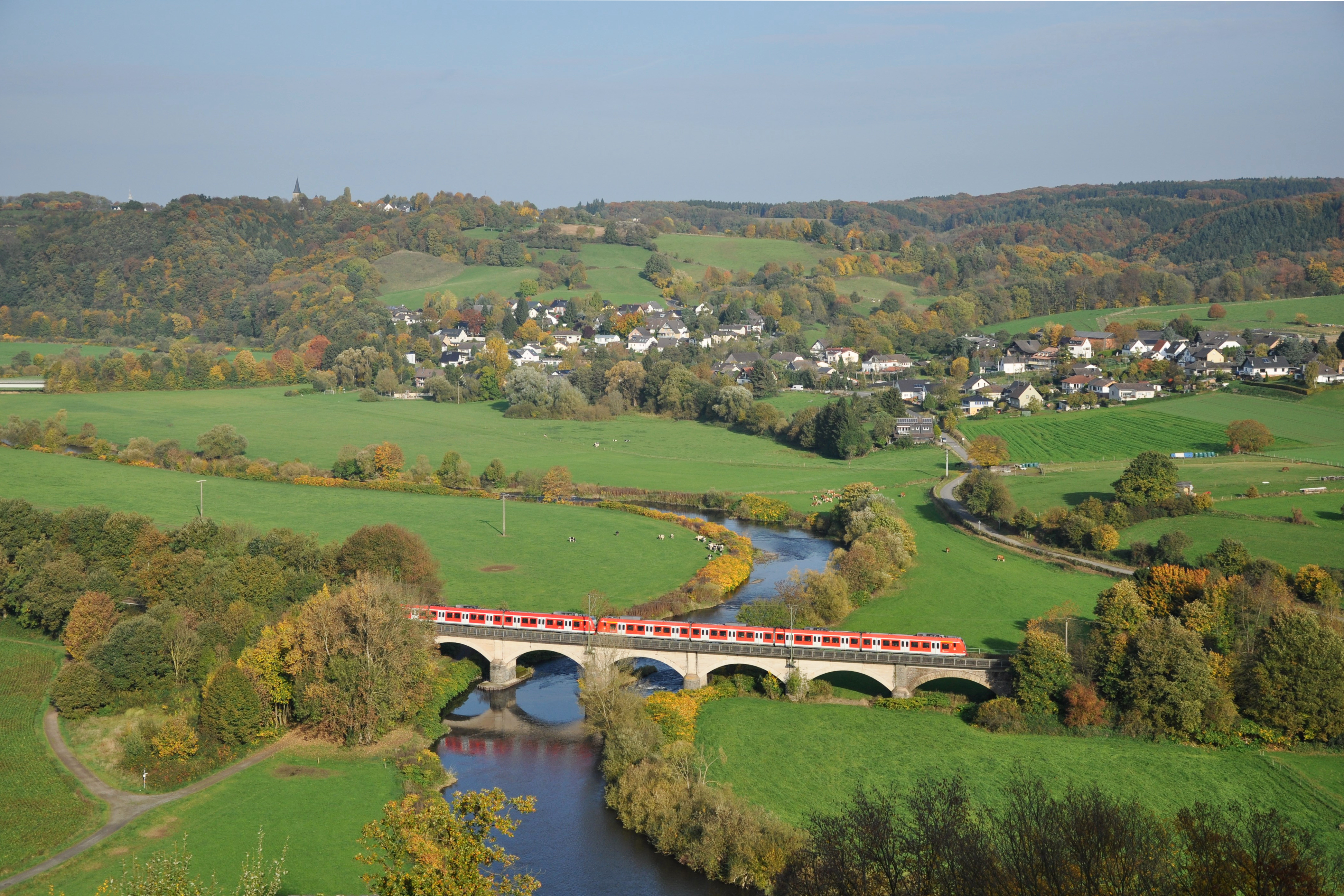